# ربض (يهر)

تعديل مصدري - تعديل

ربض هي إحدى قرى عزلة يهر بمديرية يهر التابعة لمحافظة لحج، بلغ تعداد سكانها 331 نسمة حسب تعداد اليمن لعام 2004.